# U-21-Fußball-Europameisterschaft 2025
Die Endrunde der 25. U-21-Fußball-Europameisterschaft 2025 fand vom 11. bis 28. Juni in der Slowakei statt. Das UEFA-Exekutivkomitee ernannte am 25. Januar 2023 den Fußballverband Slovenský futbalový zväz zum Gastgeber. Als Team des Gastgeberlandes war die slowakische Mannschaft automatisch für die Runde der letzten 16 Mannschaften qualifiziert. Die weiteren 15 Teilnehmer wurden in der Qualifikation ausgespielt. Zum dritten Mal bestand das Teilnehmerfeld in der Endrunde aus 16 Nationen. Es durften Spieler teilnehmen, die am oder nach dem 1. Januar 2002 geboren sind.
Die Auslosung für die Qualifikation erfolgte am 2. Februar 2023. Die Partien wurden zwischen dem 4. September 2023 und dem 15. Oktober 2024 ausgetragen. Die Play-off-Partien waren zwischen dem 14. und 19. November des Jahres angesetzt. Die 16 qualifizierten Mannschaften wurden in der Endrunde in vier Vierergruppen eingeteilt.
Für die Slowakei war es, nach der EM 2000, die zweite Austragung einer U-21-Fußball-Europameisterschaft. Darüber hinaus war das Land Gastgeber der U-17-Fußball-Europameisterschaft 2013, der U-19-Fußball-Europameisterschaft der Frauen 2016 und der U-19-Fußball-Europameisterschaft 2022.

## Teilnehmer
Für die Endrunde qualifizierten sich folgende Mannschaften. Die Mannschaften wurden auf vier Lostöpfe verteilt.
| - Topf 4: Slowakei (Gastgeber) - Topf 2: Italien (Sieger Gruppe A) - Topf 1: Spanien (Sieger Gruppe B) - Topf 1: Niederlande (Sieger Gruppe C) - Topf 2: Deutschland (Sieger Gruppe D) - Topf 3: Rumänien (Sieger Gruppe E) - Topf 1: England (Sieger Gruppe F, Titelverteidiger) - Topf 1: Portugal (Sieger Gruppe G) | - Topf 4: Slowenien (Sieger Gruppe H) - Topf 3: Dänemark (Sieger Gruppe I) - Topf 3: Polen (Zweiter Gruppe D) - Topf 2: Ukraine (Zweiter Gruppe F) - Topf 2: Frankreich (Zweiter Gruppe H) - Topf 4: Finnland (Play-off-Sieger) - Topf 4: Georgien (Play-off-Sieger) - Topf 3: Tschechien (Play-off-Sieger) |

## Auslosung
Die Auslosung fand am 3. Dezember 2024 in Bratislava statt.
Gruppe A
- Slowakei
- Spanien
- Italien
- Rumänien

Gruppe B
- Tschechien
- England
- Deutschland
- Slowenien

Gruppe C
- Portugal
- Frankreich
- Polen
- Georgien

Gruppe D
- Finnland
- Niederlande
- Ukraine
- Dänemark

## Spielorte
Die Spiele wurden in acht Stadien in acht Städten ausgetragen.
| Bratislava |

| Trnava |

| Dunajská Streda |

| Nitra |

| Trenčín |

| Žilina |

| Košice |

| Prešov |

| Stadion                      | Stadt           | Kapazität | Bild |
| ---------------------------- | --------------- | --------- | ---- |
| Národný futbalový štadión    | Bratislava      | 22.500    |      |
| Štadión Antona Malatinského  | Trnava          | 19.200    |      |
| Futbalový štadión FC Nitra   | Nitra           | 17.246    |      |
| DAC Aréna                    | Dunajská Streda | 12.700    |      |
| Košická futbalová aréna      | Košice          | 12.555    |      |
| Štadión pod Dubňom           | Žilina          | 11.253    |      |
| Futbal Tatran Aréna (Neubau) | Prešov          | 06.500    |      |
| Štadión na Sihoti            | Trenčín         | 04.200    |      |

## Vorrunde
Nach dem Spielplan der UEFA.

### Gruppe A
| Pl. | Land     | Sp. | S | U | N | Tore    | Diff. | Punkte |
| --- | -------- | --- | - | - | - | ------- | ----- | ------ |
| 1.  | Spanien  | 3   | 2 | 1 | 0 | 006:400 | +2    | 07     |
| 2.  | Italien  | 3   | 2 | 1 | 0 | 003:100 | +2    | 07     |
| 3.  | Slowakei | 3   | 1 | 0 | 2 | 004:500 | −1    | 03     |
| 4.  | Rumänien | 3   | 0 | 0 | 3 | 002:500 | −3    | 0      |

|                                          |   |          |           |
| 11. Juni 2025 um 18:00 Uhr in Bratislava |   |          |           |
| Slowakei                                 | – | Spanien  | 2:3 (2:2) |
| 11. Juni 2025 um 21:00 Uhr in Trnava     |   |          |           |
| Italien                                  | – | Rumänien | 1:0 (1:0) |
| 14. Juni 2025 um 18:00 Uhr in Bratislava |   |          |           |
| Spanien                                  | – | Rumänien | 2:1 (0:1) |
| 14. Juni 2025 in 21:00 Uhr in Trnava     |   |          |           |
| Slowakei                                 | – | Italien  | 0:1 (0:1) |
| 17. Juni 2025 um 21:00 Uhr in Bratislava |   |          |           |
| Rumänien                                 | – | Slowakei | 1:2 (0:1) |
| 17. Juni 2025 um 21:00 Uhr in Trnava     |   |          |           |
| Spanien                                  | – | Italien  | 1:1 (0:0) |

### Gruppe B
| Pl. | Land        | Sp. | S | U | N | Tore    | Diff. | Punkte |
| --- | ----------- | --- | - | - | - | ------- | ----- | ------ |
| 1.  | Deutschland | 3   | 3 | 0 | 0 | 009:300 | +6    | 09     |
| 2.  | England     | 3   | 1 | 1 | 1 | 004:300 | +1    | 04     |
| 3.  | Tschechien  | 3   | 1 | 0 | 2 | 005:700 | −2    | 03     |
| 4.  | Slowenien   | 3   | 0 | 1 | 2 | 000:500 | −5    | 01     |

|                                               |   |             |           |
| 12. Juni 2025 um 21:00 Uhr in Dunajská Streda |   |             |           |
| Tschechien                                    | – | England     | 1:3 (0:1) |
| 12. Juni 2025 um 21:00 Uhr in Nitra           |   |             |           |
| Deutschland                                   | – | Slowenien   | 3:0 (2:0) |
| 15. Juni 2025 um 18:00 Uhr in Nitra           |   |             |           |
| England                                       | – | Slowenien   | 0:0       |
| 15. Juni 2025 um 21:00 Uhr in Dunajská Streda |   |             |           |
| Tschechien                                    | – | Deutschland | 2:4 (0:2) |
| 18. Juni 2025 um 21:00 Uhr in Dunajská Streda |   |             |           |
| Slowenien                                     | – | Tschechien  | 0:2 (0:0) |
| 18. Juni 2025 um 21:00 Uhr in Nitra           |   |             |           |
| England                                       | – | Deutschland | 1:2 (0:2) |

### Gruppe C
| Pl. | Land       | Sp. | S | U | N | Tore    | Diff. | Punkte |
| --- | ---------- | --- | - | - | - | ------- | ----- | ------ |
| 1.  | Portugal   | 3   | 2 | 1 | 0 | 009:000 | +9    | 07     |
| 2.  | Frankreich | 3   | 2 | 1 | 0 | 007:300 | +4    | 07     |
| 3.  | Georgien   | 3   | 1 | 0 | 2 | 004:800 | −4    | 03     |
| 4.  | Polen      | 3   | 0 | 0 | 3 | 002:110 | −9    | 0      |

|                                       |   |            |           |
| 11. Juni 2025 um 21:00 Uhr in Trenčín |   |            |           |
| Portugal                              | – | Frankreich | 0:0       |
| 11. Juni 2025 um 21:00 Uhr in Žilina  |   |            |           |
| Polen                                 | – | Georgien   | 1:2 (0:0) |
| 14. Juni 2025 um 21:00 Uhr in Trenčín |   |            |           |
| Portugal                              | – | Polen      | 5:0 (4:0) |
| 14. Juni 2025 um 21:00 Uhr in Žilina  |   |            |           |
| Frankreich                            | – | Georgien   | 3:2 (1:0) |
| 17. Juni 2025 um 18:00 Uhr in Trenčín |   |            |           |
| Georgien                              | – | Portugal   | 0:4 (0:1) |
| 17. Juni 2025 um 18:00 Uhr in Žilina  |   |            |           |
| Frankreich                            | – | Polen      | 4:1 (3:0) |

### Gruppe D
| Pl. | Land        | Sp. | S | U | N | Tore    | Diff. | Punkte |
| --- | ----------- | --- | - | - | - | ------- | ----- | ------ |
| 1.  | Dänemark    | 3   | 2 | 1 | 0 | 007:500 | +2    | 07     |
| 2.  | Niederlande | 3   | 1 | 1 | 1 | 005:400 | +1    | 04     |
| 3.  | Ukraine     | 3   | 1 | 0 | 2 | 004:500 | −1    | 03     |
| 4.  | Finnland    | 3   | 0 | 2 | 1 | 004:600 | −2    | 02     |

|                                      |   |             |           |
| 12. Juni 2025 um 18:00 Uhr in Prešov |   |             |           |
| Ukraine                              | – | Dänemark    | 2:3 (1:0) |
| 12. Juni 2025 um 21:00 Uhr in Košice |   |             |           |
| Finnland                             | – | Niederlande | 2:2 (2:0) |
| 15. Juni 2025 um 18:00 Uhr in Košice |   |             |           |
| Finnland                             | – | Ukraine     | 0:2 (0:1) |
| 15. Juni 2025 um 21:00 Uhr in Prešov |   |             |           |
| Niederlande                          | – | Dänemark    | 1:2 (1:1) |
| 18. Juni 2025 um 18:00 Uhr in Košice |   |             |           |
| Dänemark                             | – | Finnland    | 2:2 (1:0) |
| 18. Juni 2025 um 18:00 Uhr in Prešov |   |             |           |
| Niederlande                          | – | Ukraine     | 2:0 (1:0) |

## Finalrunde

### Viertelfinale
|                                               |   |             |                      |
| 21. Juni 2025 um 18:00 Uhr in Žilina          |   |             |                      |
| Portugal                                      | – | Niederlande | 0:1 (0:0)            |
| 21. Juni 2025 um 21:00 Uhr in Trnava          |   |             |                      |
| Spanien                                       | – | England     | 1:3 (1:2)            |
| 22. Juni 2025 um 21:00 Uhr in Dunajská Streda |   |             |                      |
| Deutschland                                   | – | Italien     | 3:2 n. V. (2:2, 0:0) |
| 22. Juni 2025 um 18:00 Uhr in Prešov          |   |             |                      |
| Dänemark                                      | – | Frankreich  | 2:3 (1:1)            |

### Halbfinale
|                                          |   |             |           |
| 25. Juni 2025 um 18:00 Uhr in Bratislava |   |             |           |
| England                                  | – | Niederlande | 2:1 (0:0) |
| 25. Juni 2025 um 21:00 Uhr in Košice     |   |             |           |
| Deutschland                              | – | Frankreich  | 3:0 (2:0) |

### Finale
|                                          |   |             |                      |
| 28. Juni 2025 um 21:00 Uhr in Bratislava |   |             |                      |
| England                                  | – | Deutschland | 3:2 n. V. (2:2, 2:1) |

## Beste Torschützen
Nachfolgend aufgelistet sind die Torschützen der Endrunde, die mindestens zwei Tore erzielt haben.
| Rang | Spieler          | Tore |
| ---- | ---------------- | ---- |
| 1    | Nick Woltemade   | 6    |
| 2    | Harvey Elliott   | 5    |
| 3    | Nelson Weiper    | 4    |
| 4    | Djaoui Cissé     | 3    |
| 4    | William Osula    | 3    |
| 4    | Geovany Quenda   | 3    |
| 7    | Henrique Araújo  | 2    |
| 7    | Clement Bischoff | 2    |
| 7    | Maksym Braharu   | 2    |
| 7    | Daniel Fila      | 2    |
| 7    | Rodrigo Gomes    | 2    |
| 7    | Conrad Harder    | 2    |
| 7    | Topi Keskinen    | 2    |
| 7    | Noah Ohio        | 2    |
| 7    | Ernest Poku      | 2    |
| 7    | Tomáš Suslov     | 2    |
| 7    | Mathys Tel       | 2    |
| 7    | Luciano Valente  | 2    |
| 7    | Paul Nebel       | 2    |
| 7    | Jonathan Rowe    | 2    |

## Beste Spieler
- Der englische Stürmer Harvey Elliott wurde als bester Spieler des Turniers ausgezeichnet.[6]
- In das Team des Turniers wurden folgende Spieler gewählt:[7]

| Tor          | Abwehr                                                            | Mittelfeld                               | Sturm                                        |
| ------------ | ----------------------------------------------------------------- | ---------------------------------------- | -------------------------------------------- |
| James Beadle | Tino Livramento Charlie Cresswell Bright Arrey-Mbi Quentin Merlin | Eric Martel Elliot Anderson James McAtee | Harvey Elliott Nick Woltemade Geovany Quenda |

## Schiedsrichter
Wie bei den vorangegangenen Ausgaben wurde durch die UEFA mit zwölf Schiedsrichtergespannen geplant. Zudem wurde der Videobeweis (VAR) zum Einsatz gebracht. Aufgrund eines Kooperationsabkommens zwischen der UEFA und der CONMEBOL wurde auch ein Gespann aus Südamerika Teil des Unparteiischenaufgebots.
| Schiedsrichter         | Schiedsrichterassistenten                  | VAR |
| ---------------------- | ------------------------------------------ | --- |
| Elçin Məsiyev          | Elşad Abdullayev Pərvin Talıbov            | Jan Boterberg Dragomir Draganow Jonas Hansen Sören Storks Michael Salisbury Bastien Dechepy Angelos Evangelou Daniele Chiffi Mario Zebec Clay Ruperti Piotr Lasyk Andrew Dallas Lukas Fähndrich César Soto Grado |
| Jakob Sundberg         | Victor Skytte Deniz Yurdakul               | Jan Boterberg Dragomir Draganow Jonas Hansen Sören Storks Michael Salisbury Bastien Dechepy Angelos Evangelou Daniele Chiffi Mario Zebec Clay Ruperti Piotr Lasyk Andrew Dallas Lukas Fähndrich César Soto Grado |
| Goga Kikatscheischwili | Dawit Achwlediani Dawit Gabisonia          | Jan Boterberg Dragomir Draganow Jonas Hansen Sören Storks Michael Salisbury Bastien Dechepy Angelos Evangelou Daniele Chiffi Mario Zebec Clay Ruperti Piotr Lasyk Andrew Dallas Lukas Fähndrich César Soto Grado |
| Vasilios Fotias        | Andreas Meintanas Mihalis Papadakis        | Jan Boterberg Dragomir Draganow Jonas Hansen Sören Storks Michael Salisbury Bastien Dechepy Angelos Evangelou Daniele Chiffi Mario Zebec Clay Ruperti Piotr Lasyk Andrew Dallas Lukas Fähndrich César Soto Grado |
| Simone Sozza           | Davide Imperiale Alessio Berti             | Jan Boterberg Dragomir Draganow Jonas Hansen Sören Storks Michael Salisbury Bastien Dechepy Angelos Evangelou Daniele Chiffi Mario Zebec Clay Ruperti Piotr Lasyk Andrew Dallas Lukas Fähndrich César Soto Grado |
| Manfredas Lukjančukas  | Mangirdas Mirauskas Aleksandras Stepanovas | Jan Boterberg Dragomir Draganow Jonas Hansen Sören Storks Michael Salisbury Bastien Dechepy Angelos Evangelou Daniele Chiffi Mario Zebec Clay Ruperti Piotr Lasyk Andrew Dallas Lukas Fähndrich César Soto Grado |
| Sander van der Eijk    | Rens Bluemink Stefan De Groot              | Jan Boterberg Dragomir Draganow Jonas Hansen Sören Storks Michael Salisbury Bastien Dechepy Angelos Evangelou Daniele Chiffi Mario Zebec Clay Ruperti Piotr Lasyk Andrew Dallas Lukas Fähndrich César Soto Grado |
| Damian Sylwestrzak     | Adam Karasewicz Bartosz Heinig             | Jan Boterberg Dragomir Draganow Jonas Hansen Sören Storks Michael Salisbury Bastien Dechepy Angelos Evangelou Daniele Chiffi Mario Zebec Clay Ruperti Piotr Lasyk Andrew Dallas Lukas Fähndrich César Soto Grado |
| Nick Walsh             | Daniel McFarlane Calum Spence              | Jan Boterberg Dragomir Draganow Jonas Hansen Sören Storks Michael Salisbury Bastien Dechepy Angelos Evangelou Daniele Chiffi Mario Zebec Clay Ruperti Piotr Lasyk Andrew Dallas Lukas Fähndrich César Soto Grado |
| Alessandro Dudic       | Pascal Hirzel Nicolas Müller               | Jan Boterberg Dragomir Draganow Jonas Hansen Sören Storks Michael Salisbury Bastien Dechepy Angelos Evangelou Daniele Chiffi Mario Zebec Clay Ruperti Piotr Lasyk Andrew Dallas Lukas Fähndrich César Soto Grado |
| Nenad Minaković        | Nikola Borović Boško Božović               | Jan Boterberg Dragomir Draganow Jonas Hansen Sören Storks Michael Salisbury Bastien Dechepy Angelos Evangelou Daniele Chiffi Mario Zebec Clay Ruperti Piotr Lasyk Andrew Dallas Lukas Fähndrich César Soto Grado |
| John Brooks (1)        | Simon Bennett (1) Daniel Robathan (1)      | Jan Boterberg Dragomir Draganow Jonas Hansen Sören Storks Michael Salisbury Bastien Dechepy Angelos Evangelou Daniele Chiffi Mario Zebec Clay Ruperti Piotr Lasyk Andrew Dallas Lukas Fähndrich César Soto Grado |
| Alexis Herrera         | Lubin Torrealba Alberto Ponte              | Jan Boterberg Dragomir Draganow Jonas Hansen Sören Storks Michael Salisbury Bastien Dechepy Angelos Evangelou Daniele Chiffi Mario Zebec Clay Ruperti Piotr Lasyk Andrew Dallas Lukas Fähndrich César Soto Grado |

Vier weitere Schiedsrichter wurden ausschließlich als Vierte Offizielle eingesetzt werden.
- Bulat Sarijew
- Igor Stojchevski
- Ishmael Barbara
- Michal Očenáš

## Wissenswertes
Hält ein Torwart den Ball länger als acht Sekunden fest (Zeitspiel), wird der gegnerischen Mannschaft durch den Schiedsrichter ein Eckstoß zugesprochen. Zuvor lag das Zeitlimit bei sechs Sekunden und als Strafe wurde ein indirekter Freistoß vom Gegner ausgeführt.

## Übertragungen
Alle Spiele des Turniers wurden in Deutschland auf ran.de und joyn gestreamt. Die Partien der deutschen Mannschaft wurden von Sat.1 übertragen, weitere ausgewählte Spiele liefen auf ProSieben Maxx.